# Даниїл Ачинський
Праведний Даниїл Ачинський (Сибірський; справжнє ім'я — Данило Корнилович Деліє; 12 (23) грудня 1784, Нові Санжари, Новосенжарівська волость, Кобеляцький повіт, Полтавська губернія, Російська імперія — † 15 (28) квітня 1843, Єнісейськ, Російська імперія) — місцевошанований святий Російської Православної Церкви, прославлений у 1999 році.

## Біографія
Народився 12 (23) грудня 1784 у Нових Санжарах, Новосенжарівська волость, Кобеляцький повіт, Полтавська губернія, Російська імперія на наступний день після церковного поминання преподобного Даниїла Стовпника у родині козаків на прізвище Деліє. Після хрещення в місцевій Успенській церкві, отримав ім'я Данило. 
Зростав сумирним і непам'ятозлобним. Батько Корнилій Деліє за 20 років до своєї смерті позбувся розуму, але помер християнською смертю на Святому тижні. Про матір відомо, що Гафія Деліє була доброю господинею і чесною жінкою.
У п’ятнадцятирічному віці захворів гарячкою, і рідні почали побоюватися, що його чекає доля батька, але через два місяці він абсолютно поправився. Вивчившись співати басом, почав із товаришами займатись музикою, але на вимогу діда залишив це заняття і, замінивши хворого батька, взявся за господарство.
У 1807 році Данила забрали в солдати. У 1809 визначили в артилерію, де в батарейній школі, він вивчився грамоті.
Брав участь у Французько-російській війні, у Бородінській битві, був поранений, з російськими військами вступив до Парижа. Бог зберігав його: з восьми осіб, які обслуговували  артилерійське знаряддя, живими залишилися лише двоє – Данило і ще один солдат. За свідченням рідних, із Франції надсилав на Полтавщину на ім'я парафіяльного протоієрея Петра Базилевича листи та грошові перекази. А після повернення його батарея була розквартована в місті Лебедині. Звідти у серпні 1820 році він приїжав у відпустку до рідних в Нові Санжари, розповів про намір вступити до монастиря, роздав гроші та частину своєї землі ближнім.
Але у відпустці життя повів строге: багато молився і домашнім говорив про необхідність щоденної молитви, читав духовні книги, розповідав рідним їх зміст. Повертаючись в батарею, віддав братові Івану 25 рублів зі словами, що решту грошей передав на прикрасу ікон. Розлучаючись із рідними, Данило поклонився їм і сказав: «Прощавайте. Більше не очікуйте мого приходу...»
До 1820 року у званні унтер-офіцера виконував обов'язки каптенармуса, читав духовну літературу, вирішив прийняти постриг. За переказами, став подвизатися в печері в глухому лісі, відвідував хутір Диканька, у Микільському храмі молився перед іконою Миколи Чудотворця.
На початку 20-х років XIX століття відмовився від запропонованої командиром полку військової кар'єри та офіцерського чину, перебував під арештом, у карцері читав Святе Письмо та Житія святих. Багато глибоких дум передумав Данило і дійшов до наміру наслідувати праведникам: віддалитися від метушні і непостійності світу до усамітнення для молитов і подвижництва.
Після сімнадцяти років бездоганної військової служби Данило почав просити начальників, щоб відпустили його в монастир, або в пустелю, але розуміння не знайшов. Командири намагалися його переконати, садили навіть в карцер, але він тільки ще більше зміцнювався у своєму рішенні. Зрештою у справі Данила Деліє відбувся військовий суд.
9 червня 1823 року рішенням військового суду «за принятое намерение удалиться от службы для пустынножительства... по конфирмации главнокомандующего 1-й южной армии, как упорствующий в своем мнении и не хотящий служить» (на суді сказав: «Краще отримати смерть, ніж залишити той намір»), був позбавлений військового звання і направлений на заслання в Нерчинськ, разом із іншими каторжниками йшов у кайданах до Сибіру.
У 1824 році Тобольською експедицією був призначений «на вічну роботу» на Боготольському винокурному заводі (нині м. Боготол). Зазнав знущання від місцевого пристава Є. П. Афанасьєва, який зненавидів смиренного каторжанина і став покладати на нього найтяжчі роботи. Але Данило кріпився в Богові і не слабшав. Протрудившись весь день, вночі стояв на молитві. Пристав же знущався над ним все більше, а одного разу взимку, дійшовши до несамовитості, наказав роздягнути Данила, посадити його на дах і там поливати водою, при цьому кричав знизу, насміхаючись: «Рятуйся! Ти ж святий!»
Але захворів після цього випадку не Данило, а його мучитель. Так сильно, що сам зрозумів, як тяжко грішив перед Богом. Щиро розкаявся у своїх непорядних справах, став просити Данила помолитися за нього Господу. Незабаром пристав абсолютно одужав, а потім подав рапорт губернатору про звільнення Деліє від каторги як нездатного до важких робіт.
Отримавши свободу, оселився в Ачинську в маленькій келії боголюбивого купця. Данило постійна працював і невпинно молився. Незабаром переїхав в село Зерцали, за сімнадцять верств від Ачинська. Там келія його була розміром з труну, вікно в келії розміром «в мідний гривеник». Цілими тижнями перебував у своїй «в'язниці», не покидаючи її. Іноді в сінях займався рукоділлям, але грошей за працю не брав, а лише хліб для прожитку. Ночами таємно виходив, щоб попрацювати у бідняків, обробляв їм землю, жав, косив, працював на городах.

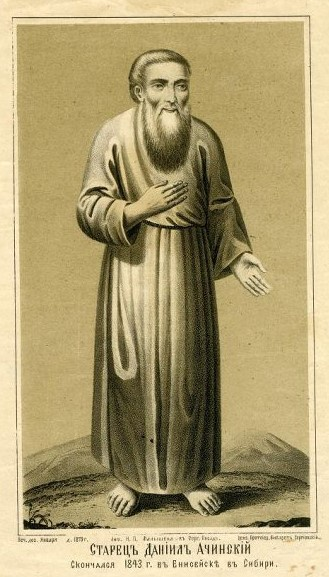
Портрет Даниїла 1879 року

Для смирення плоті носив берестяний пояс, згодом врослий в його тіло (з ним був і похований). Носив також залізні вериги і обруч, але незадовго до смерті зняв їх і так пояснив це: «Тіло моє звикло і не відчуває від них хвороби, але тоді тільки подвиг буває корисним, коли приборкує тіло. Хай краще говорять про мене люди: „Даниїл нині розлінувався“. Це буде для мене краще, ніж їх похвала».
Стали ходити люди до Данила за благословенням, за порадою, а інші лише для того, щоб поглянути на нього. Тільки вид подвижника діяв на душу чарівно. Бувало, заскнілі грішники ридали і відкривали свої гріхи, відчуваючи вплив благодаті Божої, яка явно була в старця. Говорити намагався притчами і щоб зрозуміло це було лише тому, до кого ці слова звернені. Місцеві владики і архієпископ Іркутський Михайло (Бурдуков) заїжджали в Зерцали. І, бувало, плакали під час бесіди з Данилом.
Називати себе отцем старець забороняв, кажучи, що один тільки у нас батько – Господь Бог, а всі ми брати, і тому велів звати себе – «брат Даниїл».
Дарував Господь йому за труди дар передбачення. Бувало так, що, коли хтось із Ачинська збирався до нього в Зерцали, він, передбачивши цей намір, сам приходив до тих людей, у кого була велика потреба в ньому. Любов, наповнювала його серце, виливалася в сльозах, без яких він не міг говорити. «Милість може надати і незаможний, – казав старець, коли його запитували про милостині. – Допоможи бідному, попрацюй у нього, утіш його словом, помолися Богові за нього, ось і через се можна надати любов до ближнього».
До Святого Причастя приступав Даниїл дуже часто. Від посту його тіло зробилося як воскове, але незважаючи на тяжкість своїх подвигів ликом він був приємний і навіть веселий, часто невеликий рум’янець покривав його щоки. Від постійного стояння на колінах утворилися у нього струпи і там завелися черви, але старець добродушно зносив ці муки.
Одного разу якийсь чоловік заради цікавості підповз до віконця його келії, як раптом звідти вирвалося полум’я і ледь не його не обпалило. Крик Даниїла, що до нього звернувся, сказав: «Бог простить тебе, але надалі не випробовуй». Присвятивши себе Богові, відчував над собою Його правицю всюди і знав волю Його. 
Із Божої волі в січні 1843 Даниїл поїхав із Зерцал в Єнісейськ, де ігуменею жіночого Христоріздвяного монастиря (нині – Іверский монастир) була його духовна дочка – матінка Євгенія (Старикова). За порадою його залишила вона світ, а перш жила в Ачинську, пропонувала влаштувати в саду біля її будинку для Даниїла келію, але той відмовився: «Ось будеш жити на твердій землі, я до тебе прийду. Ти мене, і поховаєш». Так за його словами і вийшло.
15 (28) квітня 1843 старець Даниїл востаннє висповідався, на ранній обідні причастився і вдень після прочитання відхідної молитви тихо помер, стоячи на колінах. Сталося це на Великдень – в четвер Великоднього тижня о четвертій годині дня на п’ятдесят дев’ятому році його багатостраждального життя. По смерті жива радісна усмішка закарбувалася на обличчі праведного старця.
За 3 дні до смерті він дав повчання ігуменії та сестрам. У день смерті старця сповідував священик Василь Касьянов, який служив у Різдвяному храмі монастиря, автор життєпису преподобного.
Все місто Єнісейськ було на його відспівуванні, хоча багато хто і не встигли застати Даниїла за життя, але чутка про його праведність і особливі дари Божі випереджала старця всюди. Під час відспівування особливе світло занаповнил храм, і багато хто відчув неземний аромат. Попередниця Євгенії, колишня ігуменя монастиря Девора, будучи зовсім сліпою, побачила раптом світло, коли старця несли повз її келії, подібний блискавці.
Поховали старця поблизу Хрісторіздвяного храму, де згодом його шанувальниками була побудована каплиця.
У травні 1920 постановою президії Єнісейського губернського комітету РКП поховання Даниїла Ачинського було розкрито, каплиця знищена, останки преподобного, ймовірно, тоді ж були перепоховані, до 2012 їхнє місцезнаходження невідоме.

## Посмертне вшанування
У 1860 році над могилою старця за 5 сажнів від Різдвяного храму було поставлено каплицю в ім'я прп. Данила Столпника, у якій служилися регулярні панахиди, здійснювалися зцілення.

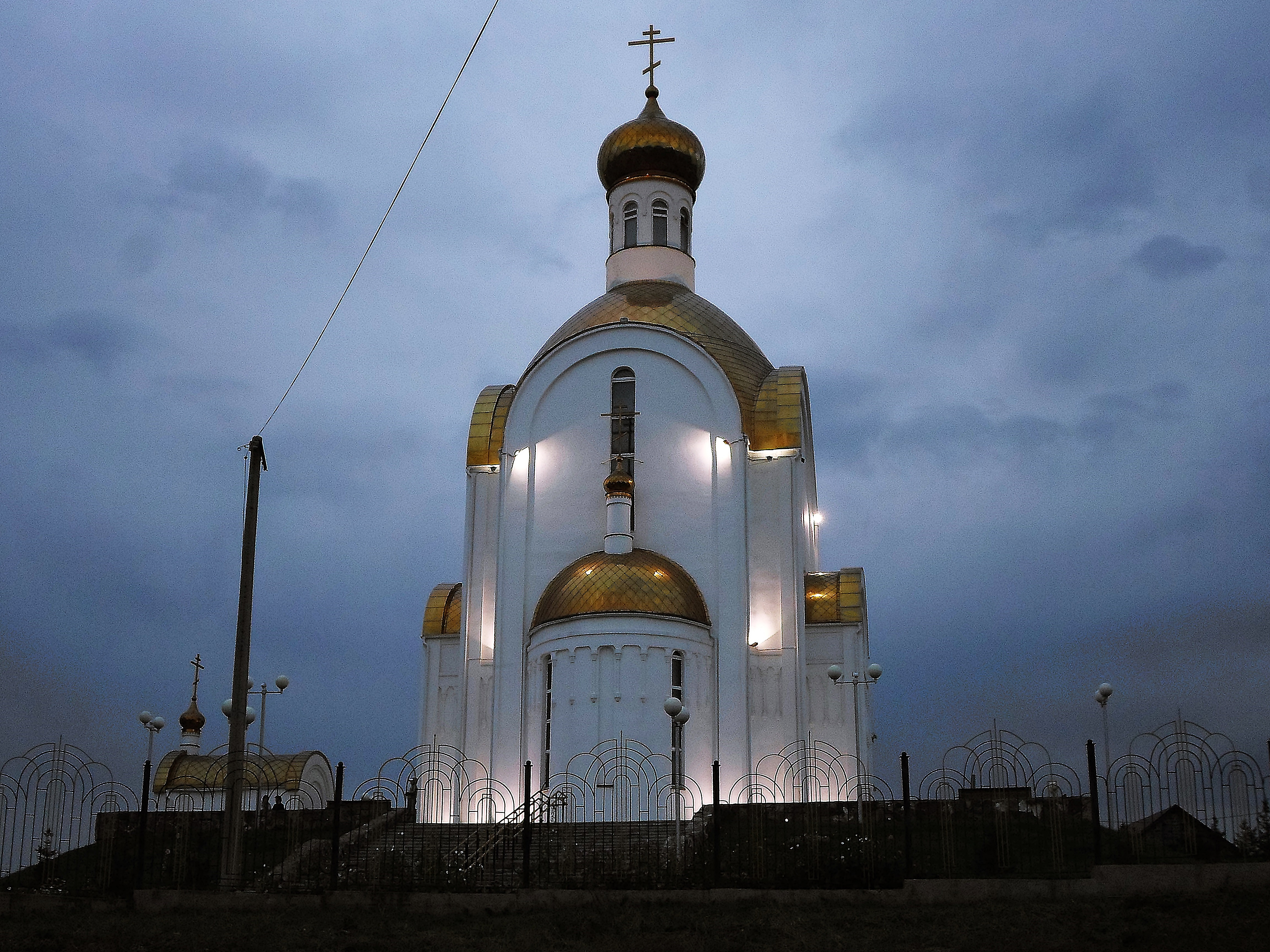
Каплиця св. Даниїла в Ачинську

14 листопада 1999 року під час Божественної літургії, яку відправив у кафедральному Покровському соборі Красноярська архієпископ Красноярський Антоній (Черемисов), відбувся чин канонізації старця в лику місцевошанованих святих.
У 2000 році було знайдено чавунну плиту з могили старця, яка зберігається в кафедральному Успенському соборі Єнісейська. У тому ж храмі знаходиться ікона преподобного, написана 1989 року з благословення настоятеля.
Протоієрей Геннадій Фаст з благословення Архієпископа Красноярського та Єнісейського Антонія (Черемісова) написав церковну службу святому старцю, включно з молебним каноном.
20 січня 2001 року в ім'я Данила Ачинського було освячено церкву на цвинтарі Бадалик у Красноярську. У 2011 році збудовано храм в ім'я святого у Привокзальному районі Ачинська.
28 квітня 2012 року в Нових Санжарах на місці церкви, в якій хрестили святого, відбулося освячення храму-каплиці в честь і пам’ять Даниїла Ачинського. Богослужіння розпочалося із водосвятної Молебні, після слідувала проповідь протоієрея о. Михаїла – секретаря Полтавської ієпархії, о.Василія та  о. Олексія.